# Callimorpha
Callimorpha är ett släkte av fjärilar som beskrevs av Pierre André Latreille 1809. Callimorpha ingår i familjen björnspinnare.
Släktet innehåller bara arten Callimorpha dominula.

## Bildgalleri

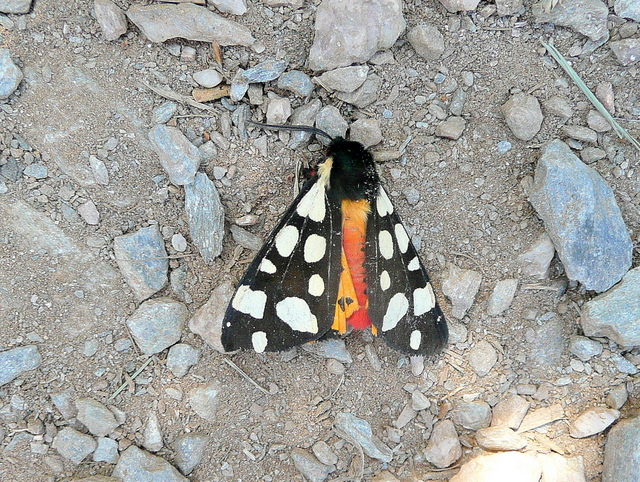
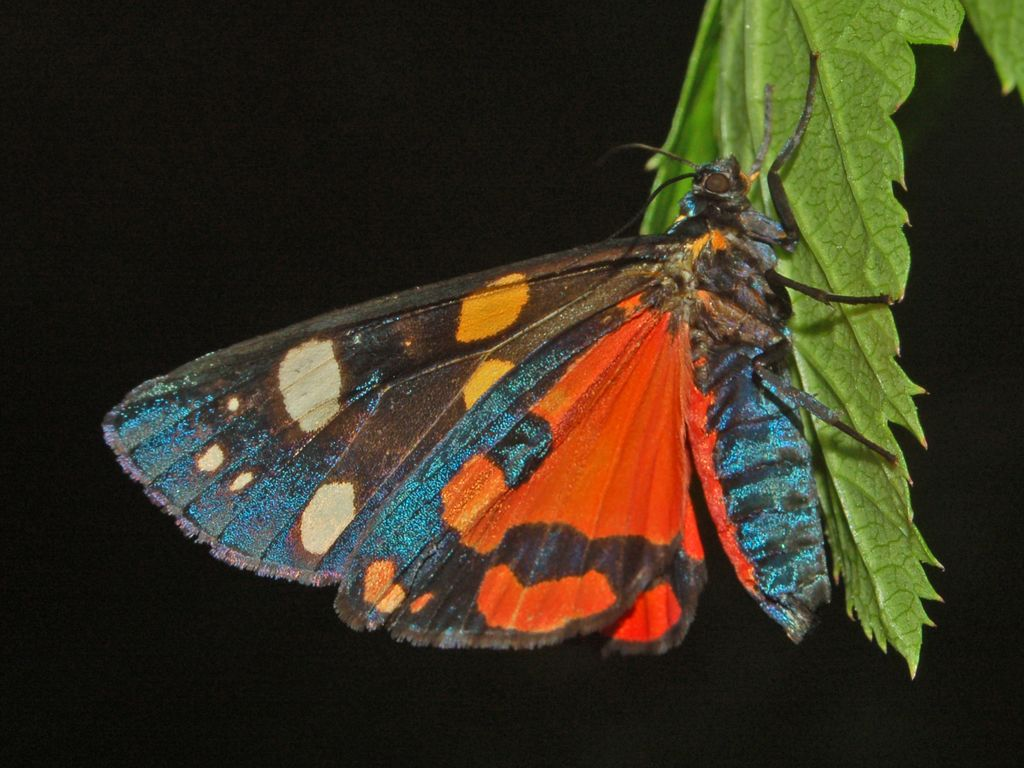
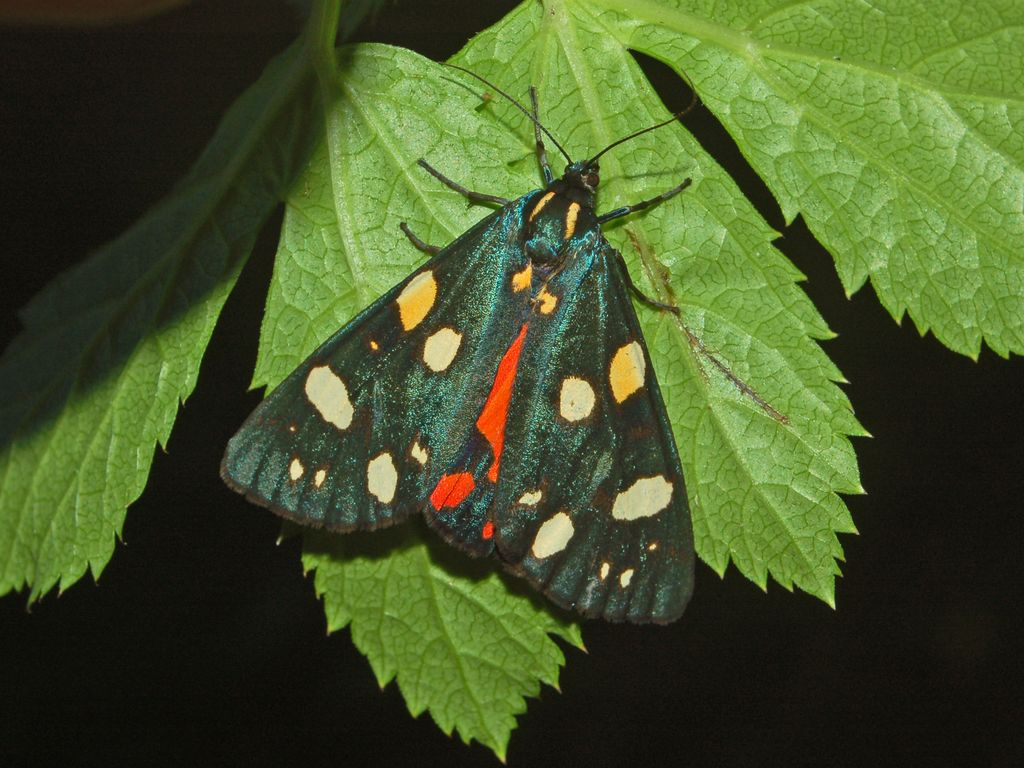
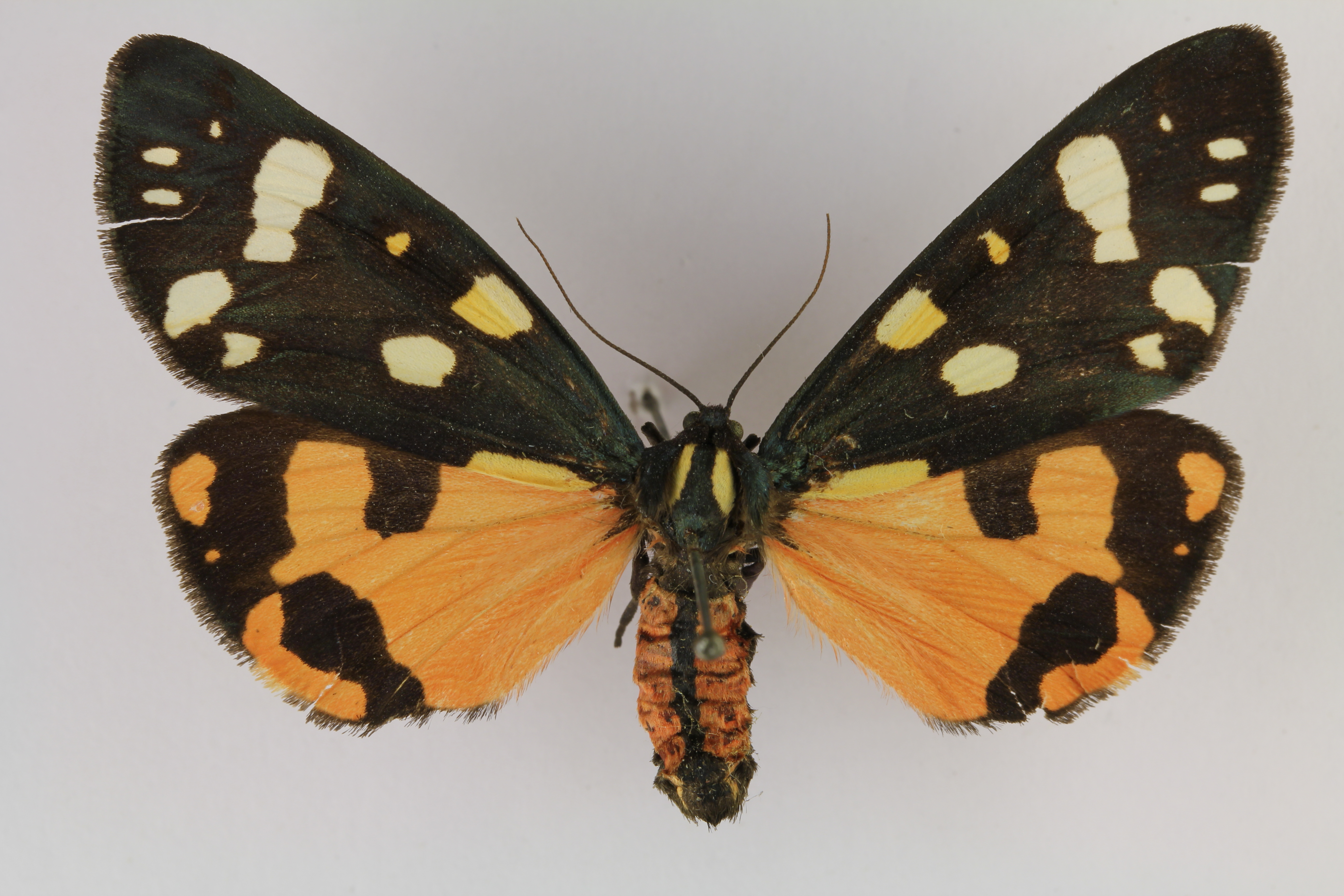
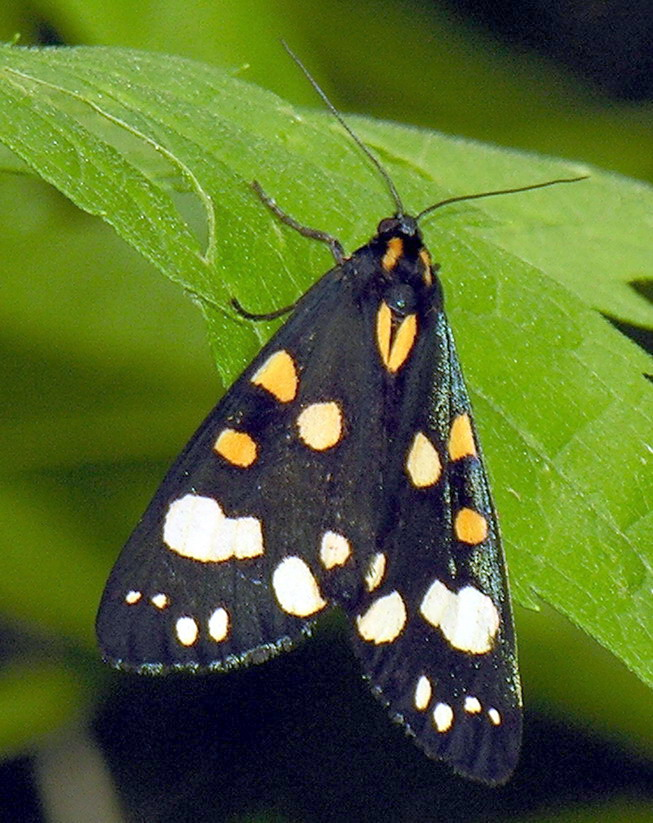